# 해군군수사령부
해군군수사령부(海軍軍需司令部, Naval Logistics Command)는 1974년 7월 1일에 창설된 대한민국 해군의 군수를 담당하는 기능 사령부으로 경상남도 창원시 진해구 진해 해군기지에 있다.

## 역사
1974년 7월 1일, 해군군수사령부가 창설되었다.
2007년 12월 1일, 국방개혁 2020 계획에 따라 진해 지역 안의 모든 해군 정보통신 부대를 모아 군수사령부 예하 "정보통신전대"로 통합하였다.

## 조직

### 지휘부
| - 군수사령관 - 보좌관실 - 공보정훈실 - 감찰실 - 군종실 - 법무실 | - 참모장 - 품질관리처 - 수송관리처 - 계획조정처 - 수상함관리처 - 수중항공관리처 - 군수관리처 - 물자관리처 - 재정관리처 - 통합체계지원처 - 근무지원대 - 공병대 |

### 부대
- 보급창, 1953년 11월 9일 창설
- 병기탄약창, 1956년 3월 12일 창설
- 정비창, 1946년 2월 27일 창설
- 정보통신전대, 2007년 12월 1일 창설

## 참고
1. ↑  “‘해군의 모항’ 진해, 정보화 새 지평 열어”. 대한민국 해군. 2008년 12월 17일. 2013년 8월 10일에 확인함.[깨진 링크(과거 내용 찾기)]